# Catocala cinerea
Catocala cinerea är en fjärilsart som beskrevs av Mayfield 1922. Catocala cinerea ingår i släktet Catocala och familjen nattflyn. Inga underarter finns listade i Catalogue of Life.